# 骏河湾纲鳞鳕
骏河湾纲鳞鳕（学名：Nezumia dara），又稱達氏奈氏鱈，为长尾鳕科纲鳞鳕属的鱼类。分布于日本南部骏河湾、土佐湾外海以及东中国海琉球海沟水深约560-692米海域等，属于西北太平洋水深360-692米的深海底层鱼类。该物种的模式产地在日本骏河湾。